# 一壘手

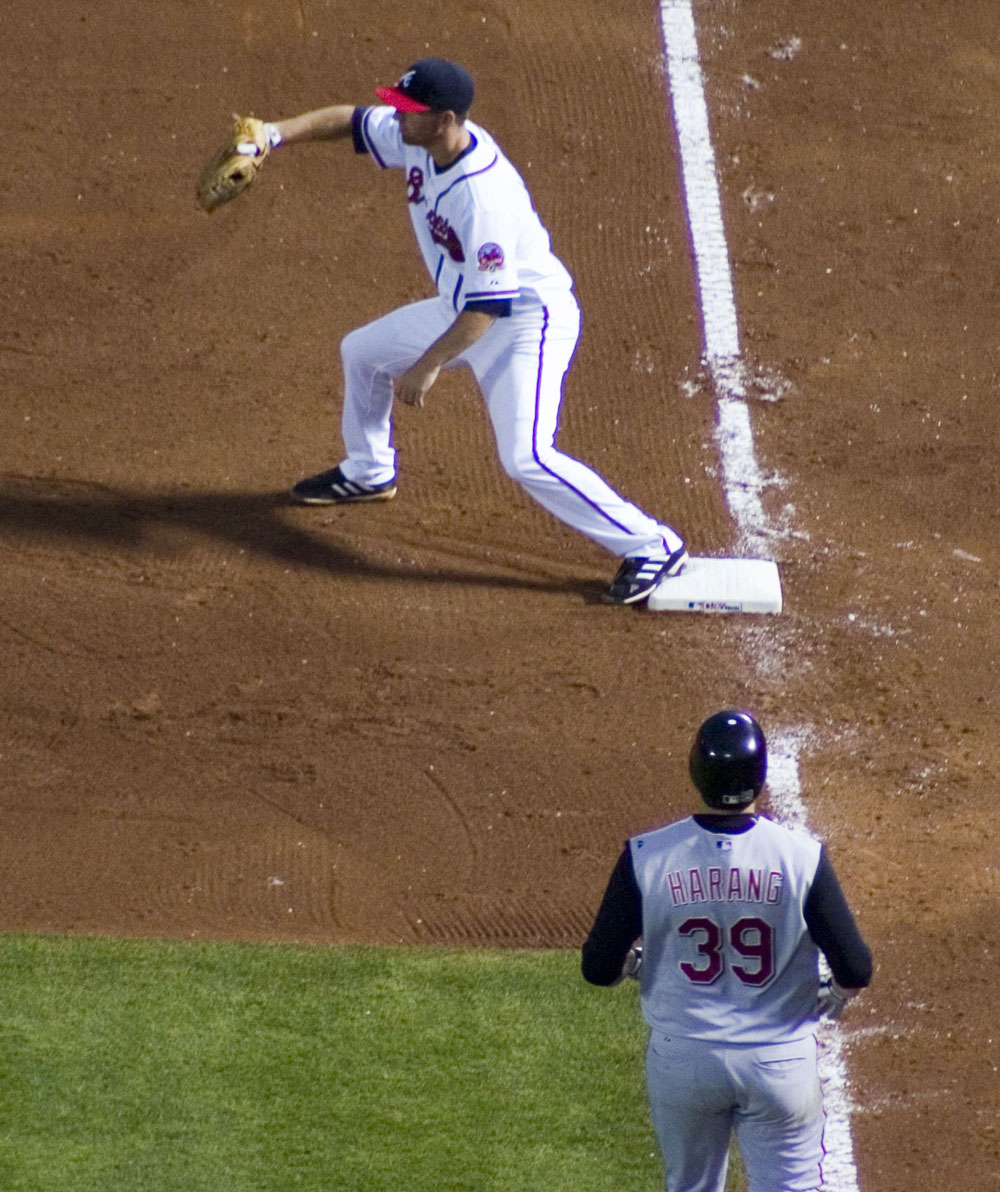
亞特蘭大勇士隊一壘手亞當·拉洛契（Adam LaRoche）踩在壘包上準備接球

一壘手（英語：First Baseman，通常簡寫成），指的是在棒球或壘球比賽中，負責防守一壘的球員。其職責在於接捕一壘附近的擊球，以及接捕守備球員的傳球來促使擊球跑壘員出局。

## 概要
一壘手相對於其他內野手，為了能夠迅速回到一壘，以接獲其他野手的傳球刺殺打者；而一壘有人時投手尚未投球前，一壘手經常須待在一壘壘包上待命牽制跑者，故守備範圍為四名內野手中最小，因此過去常由專心打擊而守備要求較低的強打型球員來擔任。但現代棒球由於左打球員增加，一壘手不再是個不重防守的守備位置了。即使如此，一壘相較於其他守備位置仍然是對守備能力要求比較低的位置，所以打擊能力出色但是守備能力不佳的球員，若沒有擔任指定打擊，則通常會被安排守一壘。
內野的守備球員中，由於傳球方向的關係，僅有一壘手是適合左撇子球員防守的位置。加上經常要接獲大量傳球，因此一壘手的體型通常較高大以便確實捕獲各方向的來球，而若四肢較長，球進到棒球手套的距離相對縮短，在對付打者時也能降低其上壘機率。
在紀錄逐局比賽過程時，通常以數字3來代表一壘手這個守備位置。

## 外部連結
- 一壘手在台灣棒球維基館上的頁面（繁體中文）